# Iordăcheanu
Iordăcheanu is een Roemeense gemeente in het district Prahova.
Iordăcheanu telt 5410 inwoners.